# Roddy Zambrano
Roddy Alberto Zambrano Olmedo (Flavio Alfaro, Ecuador; 25 de enero de 1979) es un árbitro de fútbol ecuatoriano. Fue árbitro internacional FIFA entre 2012 y 2019.

## Trayectoria
Como segunda profesión es cocinero, actividad que inició cuando en 1997 se radicó en Quito y consiguió trabajo como ayudante de cocina, y posee una empresa de cáterin. Desde 2012 hasta 2019 fue árbitro internacional FIFA. Cuenta con la certificación internacional FIFA para desempeñarse como árbitro asistente de video (VAR).
Entre sus logros más importantes destaca haber sido designado para pitar la Copa Mundial de Fútbol Sub-20 de 2015 que se realizó en Nueva Zelanda.
También en enero de 2016 fue anunciado como parte de la lista de árbitros preseleccionados para la Copa Mundial de Fútbol de 2018 que se realizó en Rusia, siendo el único árbitro ecuatoriano en ser tomado en cuenta por la respectiva comisión organizadora.

## Internacional
En 2019 fue protagonista del polémico y muy cuestionado arbitraje durante la semifinal entre Argentina y Brasil de la Copa América. Se cuestionó que no vaya a revisar el VAR en dos ocasiones con potenciales penales a favor del conjunto argentino, y de los cuales luego de la omisión de uno de ellos culminaría en un contraataque con gol de Brasil. También hubo otros hechos como la no expulsión de Dani Alves luego de tomar de la camiseta a Lionel Messi.

### Participaciones en Copas del Mundo Sub-20
| Copa Mundial de Fútbol Sub-20 de 2015 – Nueva Zelanda | Copa Mundial de Fútbol Sub-20 de 2015 – Nueva Zelanda | Copa Mundial de Fútbol Sub-20 de 2015 – Nueva Zelanda | Copa Mundial de Fútbol Sub-20 de 2015 – Nueva Zelanda | Copa Mundial de Fútbol Sub-20 de 2015 – Nueva Zelanda | Copa Mundial de Fútbol Sub-20 de 2015 – Nueva Zelanda | Copa Mundial de Fútbol Sub-20 de 2015 – Nueva Zelanda | Copa Mundial de Fútbol Sub-20 de 2015 – Nueva Zelanda |
| Fecha                                                 | Partido                                               | Sede                                                  | Fase                                                  | Amonestado                                            | Otorgado · Otorgado otra vez · Expulsado              | Expulsado                                             | Anotado · Penal                                       |
| ----------------------------------------------------- | ----------------------------------------------------- | ----------------------------------------------------- | ----------------------------------------------------- | ----------------------------------------------------- | ----------------------------------------------------- | ----------------------------------------------------- | ----------------------------------------------------- |
| 3 de junio de 2015                                    | Serbia 2 – 0 Malí                                     | Dunedin                                               | Fase de grupos                                        | 3                                                     | 0                                                     | 0                                                     | 0                                                     |
| 7 de junio de 2015                                    | Hungría 0 – 2 Nigeria                                 | Nueva Plymouth                                        | Fase de grupos                                        | 1                                                     | 0                                                     | 0                                                     | 0                                                     |
| Copa Mundial de Fútbol Sub-20 de 2017 – Corea del Sur |                                                       |                                                       |                                                       |                                                       |                                                       |                                                       |                                                       |
| Fecha                                                 | Partido                                               | Sede                                                  | Fase                                                  | Amonestado                                            | Otorgado · Otorgado otra vez · Expulsado              | Expulsado                                             | Anotado · Penal                                       |
| 24 de mayo de 2017                                    | Sudáfrica 0 – 2 Italia                                | Suwon                                                 | Fase de grupos                                        | 1                                                     | 0                                                     | 0                                                     | 1                                                     |
| 27 de mayo de 2017                                    | Portugal 2 – 1 Irán                                   | Incheon                                               | Fase de grupos                                        | 1                                                     | 0                                                     | 0                                                     | 0                                                     |
| 5 de junio de 2017                                    | Italia 3 – 2 Zambia                                   | Suwon                                                 | Cuartos de final                                      | 6                                                     | 0                                                     | 1                                                     | 0                                                     |

### Participaciones en Copa América
| Copa América Centenario – Estados Unidos | Copa América Centenario – Estados Unidos | Copa América Centenario – Estados Unidos | Copa América Centenario – Estados Unidos | Copa América Centenario – Estados Unidos | Copa América Centenario – Estados Unidos | Copa América Centenario – Estados Unidos | Copa América Centenario – Estados Unidos |
| Fecha                                    | Partido                                  | Sede                                     | Fase                                     | Amonestado                               | Otorgado · Otorgado otra vez · Expulsado | Expulsado                                | Anotado · Penal                          |
| ---------------------------------------- | ---------------------------------------- | ---------------------------------------- | ---------------------------------------- | ---------------------------------------- | ---------------------------------------- | ---------------------------------------- | ---------------------------------------- |
| 7 de junio de 2016                       | Estados Unidos 4 – 0 Costa Rica          | Chicago                                  | Fase de grupos                           | 2                                        | 0                                        | 0                                        | 0                                        |
| 14 de junio de 2016                      | Chile 4 – 2 Panamá                       | Filadelfia                               | Fase de grupos                           | 4                                        | 0                                        | 0                                        | 0                                        |
| Copa América 2019 – Brasil               |                                          |                                          |                                          |                                          |                                          |                                          |                                          |
| Fecha                                    | Partido                                  | Sede                                     | Fase                                     | Amonestado                               | Otorgado · Otorgado otra vez · Expulsado | Expulsado                                | Anotado · Penal                          |
| 18 de junio de 2019                      | Bolivia 1 – 3 Perú                       | Río de Janeiro                           | Fase de grupos                           | 5                                        | 0                                        | 0                                        | 1                                        |
| 2 de julio de 2019                       | Brasil 2 – 0 Argentina                   | Belo Horizonte                           | Semifinales                              | 8                                        | 0                                        | 0                                        | 0                                        |

### Participaciones en Campeonatos Sudamericanos
| Campeonato Sudamericano de Fútbol Sub-17 de 2013 – Argentina | Campeonato Sudamericano de Fútbol Sub-17 de 2013 – Argentina | Campeonato Sudamericano de Fútbol Sub-17 de 2013 – Argentina | Campeonato Sudamericano de Fútbol Sub-17 de 2013 – Argentina | Campeonato Sudamericano de Fútbol Sub-17 de 2013 – Argentina | Campeonato Sudamericano de Fútbol Sub-17 de 2013 – Argentina | Campeonato Sudamericano de Fútbol Sub-17 de 2013 – Argentina | Campeonato Sudamericano de Fútbol Sub-17 de 2013 – Argentina |
| Fecha                                                        | Partido                                                      | Sede                                                         | Fase                                                         | Amonestado                                                   | Otorgado · Otorgado otra vez · Expulsado                     | Expulsado                                                    | Anotado · Penal                                              |
| ------------------------------------------------------------ | ------------------------------------------------------------ | ------------------------------------------------------------ | ------------------------------------------------------------ | ------------------------------------------------------------ | ------------------------------------------------------------ | ------------------------------------------------------------ | ------------------------------------------------------------ |
| 9 de abril de 2013                                           | Bolivia 1 – 3 Brasil                                         | Mendoza                                                      | Fase de grupos                                               | 0                                                            | 0                                                            | 0                                                            | 0                                                            |
| 14 de abril de 2013                                          | Argentina 2 – 0 Perú                                         | La Punta                                                     | Fase final                                                   | 3                                                            | 0                                                            | 0                                                            | 0                                                            |
| 28 de abril de 2013                                          | Argentina 2 – 2 Venezuela                                    | La Punta                                                     | Fase final                                                   | 3                                                            | 1                                                            | 1                                                            | 0                                                            |
| Campeonato Sudamericano de Fútbol Sub-20 de 2015 – Uruguay   |                                                              |                                                              |                                                              |                                                              |                                                              |                                                              |                                                              |
| Fecha                                                        | Partido                                                      | Sede                                                         | Fase                                                         | Amonestado                                                   | Otorgado · Otorgado otra vez · Expulsado                     | Expulsado                                                    | Anotado · Penal                                              |
| 17 de enero de 2015                                          | Uruguay 2 – 0 Brasil                                         | Maldonado                                                    | Fase de grupos                                               | 7                                                            | 0                                                            | 0                                                            | 0                                                            |
| 21 de enero de 2015                                          | Colombia 1 – 0 Venezuela                                     | Maldonado                                                    | Fase de grupos                                               | 3                                                            | 1                                                            | 0                                                            | 0                                                            |
| 29 de enero de 2015                                          | Argentina 1 – 1 Colombia                                     | Montevideo                                                   | Fase final                                                   | 8                                                            | 0                                                            | 0                                                            | 0                                                            |
| 7 de febrero de 2015                                         | Brasil 0 – 3 Colombia                                        | Montevideo                                                   | Fase final                                                   | 5                                                            | 0                                                            | 0                                                            | 0                                                            |

### Participaciones en eliminatorias
| Clasificación de Conmebol para el Mundial 2018 – Sudamérica | Clasificación de Conmebol para el Mundial 2018 – Sudamérica | Clasificación de Conmebol para el Mundial 2018 – Sudamérica | Clasificación de Conmebol para el Mundial 2018 – Sudamérica | Clasificación de Conmebol para el Mundial 2018 – Sudamérica | Clasificación de Conmebol para el Mundial 2018 – Sudamérica | Clasificación de Conmebol para el Mundial 2018 – Sudamérica | Clasificación de Conmebol para el Mundial 2018 – Sudamérica |
| Fecha                                                       | Partido                                                     | Sede                                                        | Jornada                                                     | Amonestado                                                  | Otorgado · Otorgado otra vez · Expulsado                    | Expulsado                                                   | Anotado · Penal                                             |
| ----------------------------------------------------------- | ----------------------------------------------------------- | ----------------------------------------------------------- | ----------------------------------------------------------- | ----------------------------------------------------------- | ----------------------------------------------------------- | ----------------------------------------------------------- | ----------------------------------------------------------- |
| 8 de octubre de 2015                                        | Chile 2 – 0 Brasil                                          | Santiago                                                    | Fecha 1                                                     | 2                                                           | 0                                                           | 0                                                           | 0                                                           |
| 29 de marzo de 2016                                         | Uruguay 1 – 0 Perú                                          | Montevideo                                                  | Fecha 6                                                     | 2                                                           | 0                                                           | 0                                                           | 0                                                           |
| 6 de septiembre de 2016                                     | Venezuela 2 – 2 Argentina                                   | Mérida                                                      | Fecha 8                                                     | 4                                                           | 0                                                           | 0                                                           | 0                                                           |
| 11 de octubre de 2016                                       | Chile 2 – 1 Perú                                            | Santiago                                                    | Fecha 10                                                    | 2                                                           | 0                                                           | 0                                                           | 0                                                           |
| 15 de noviembre de 2016                                     | Argentina 3 – 0 Colombia                                    | San Juan                                                    | Fecha 12                                                    | 8                                                           | 0                                                           | 0                                                           | 0                                                           |
| 10 de octubre de 2017                                       | Brasil 3 – 0 Chile                                          | São Paulo                                                   | Fecha 18                                                    | 4                                                           | 0                                                           | 0                                                           | 0                                                           |

### Participaciones en Juegos Olímpicos
| Torneo masculino de fútbol en los Juegos Olímpicos de Río de Janeiro 2016 – Brasil | Torneo masculino de fútbol en los Juegos Olímpicos de Río de Janeiro 2016 – Brasil | Torneo masculino de fútbol en los Juegos Olímpicos de Río de Janeiro 2016 – Brasil | Torneo masculino de fútbol en los Juegos Olímpicos de Río de Janeiro 2016 – Brasil | Torneo masculino de fútbol en los Juegos Olímpicos de Río de Janeiro 2016 – Brasil | Torneo masculino de fútbol en los Juegos Olímpicos de Río de Janeiro 2016 – Brasil | Torneo masculino de fútbol en los Juegos Olímpicos de Río de Janeiro 2016 – Brasil | Torneo masculino de fútbol en los Juegos Olímpicos de Río de Janeiro 2016 – Brasil |
| Fecha                                                                              | Partido                                                                            | Sede                                                                               | Fase                                                                               | Amonestado                                                                         | Otorgado · Otorgado otra vez · Expulsado                                           | Expulsado                                                                          | Anotado · Penal                                                                    |
| ---------------------------------------------------------------------------------- | ---------------------------------------------------------------------------------- | ---------------------------------------------------------------------------------- | ---------------------------------------------------------------------------------- | ---------------------------------------------------------------------------------- | ---------------------------------------------------------------------------------- | ---------------------------------------------------------------------------------- | ---------------------------------------------------------------------------------- |
| 7 de agosto de 2016                                                                | Honduras 1 – 2 Portugal                                                            | Río de Janeiro                                                                     | Fase de grupos                                                                     | 4                                                                                  | 0                                                                                  | 0                                                                                  | 0                                                                                  |
| 10 de agosto de 2016                                                               | Sudáfrica 1 – 1 Irak                                                               | São Paulo                                                                          | Fase de grupos                                                                     | 1                                                                                  | 0                                                                                  | 0                                                                                  | 0                                                                                  |

## Estadísticas
| Competición                                                                | Organizador | Años       | PD  | Amonestado | Prom. | Expulsado | Prom. |
| -------------------------------------------------------------------------- | ----------- | ---------- | --- | ---------- | ----- | --------- | ----- |
| Serie A de Ecuador                                                         | FEF–LigaPro | 2010–      | 264 | 1202       | 4,55  | 117       | 0,44  |
| Serie B de Ecuador                                                         | FEF–LigaPro | 2019–      | 10  | 45         | 4,5   | 3         | 0,3   |
| Copa Ecuador                                                               | FEF         | 2019–      | 3   | 10         | 3,33  | 0         | 0     |
| Supercopa de Ecuador                                                       | FEF         |            | 0   | 0          | 0     | 0         | 0     |
| Copa Conmebol Libertadores                                                 | Conmebol    | 2014–      | 27  | 99         | 3,67  | 9         | 0,33  |
| Copa Conmebol Sudamericana                                                 | Conmebol    | 2013–      | 21  | 93         | 4,43  | 3         | 0,14  |
| Conmebol Recopa Sudamericana                                               | Conmebol    | 2018       | 1   | 6          | 6     | 1         | 1     |
| Sudamericano Sub-17                                                        | Conmebol    | 2013       | 3   | 6          | 2     | 2         | 0,67  |
| Sudamericano Sub-20                                                        | Conmebol    | 2015       | 4   | 23         | 5,75  | 1         | 0,25  |
| Copa América                                                               | Conmebol    | 2016, 2019 | 4   | 19         | 4,75  | 0         | 0     |
| Clasificación de Conmebol para la Copa Mundial de la FIFA                  | FIFA        | 2015–2017  | 6   | 22         | 3,67  | 0         | 0     |
| Copa Mundial Sub-20                                                        | FIFA        | 2015, 2017 | 5   | 12         | 2,4   | 1         | 0,2   |
| Juegos Olímpicos                                                           | COI–FIFA    | 2016       | 2   | 5          | 2,5   | 0         | 0     |
| Total                                                                      | Total       | 2010–      | 350 | 1542       | 4,40  | 137       | 0,39  |
| Datos actualizados al último partido arbitrado el 31 de diciembre de 2023. |             |            |     |            |       |           |       |